# Mermiria picta
Mermiria picta är en insektsart som först beskrevs av Walker, F. 1870.  Mermiria picta ingår i släktet Mermiria och familjen gräshoppor. Inga underarter finns listade i Catalogue of Life.